# Федотов, Александр Александрович (инженер)
Александр Александрович Федотов (12 марта 1864, посад Клинцы Черниговская губерния — 6 января 1940, Москва) — инженер-механик, специалист по текстильному производству, профессор экономики текстильной промышленности (конец 1920-х гг.), заслуженный деятель науки и техники (1928), председатель коллегии Научно-исследовательского текстильного института, один из восьми главных обвиняемых в деле Промпартии (1930).

## Биография

### Учеба и служба у Саввы Морозова
Родился в 1864 году в посаде Клинцы (ныне город в Брянской области) в семье бухгалтера местной суконной фабрики Александра Михайловича Федотова. По национальности русский. Мать — обрусевшая немка Эмилия Карловна, урожденная Песслер (или Кесслер). Учился в семиклассном реальном училище в Новозыбкове. Окончил в 1887 году Императорское московское техническое училище со званием инженера-механика.
В 1888 г. устроился помощником механика на Никольскую мануфактуру Морозовых. В 1891 г. Савва Морозов командировал его в Англию на учебу. В Манчестере Федотов год обучался текстильному производству. В середине 1890-х гг. он был приглашен на Трехгорную мануфактуру московских фабрикантов Прохоровых, руководил там постройкой прядильной фабрики в должности ее директора. Через год вернулся к С. Т. Морозову, получил должность директора бумагопрядильной фабрики Никольской мануфактуры.
В 1896 г. А. Федотов участвовал в организации и работе Всероссийской промышленной и художественной выставки в Нижнем Новгороде. По ее итогам были изданы несколько книг о производительных силах России. Федотов возглавил коллектив авторов главы «Обзор производства хлопчатобумажных изделий» в книге «Успехи русской промышленности по обзорам экспертных комиссий» (1897 г., редакционное вступление Д. И. Менделеева).
Во время революции 1905 года Федотов принял участие в «красных похоронах» нескольких рабочих морозовской фабрики, погибших во время вооруженного столкновения с полицией и казаками, вследствие чего лишился места директора фабрики.
С 1906 г. жил в Москве, специализировался на консультациях по организации текстильных фабрик. Тогда же стал членом партии конституционных демократов (кадетов). Не имея официальной должности в партии, с 1912 г. Федотов тем не менее получил право посещать заседания ее Центрального комитета (Московского отделения).
Владея имением в Верейском уезде, А. Федотов участвовал в работе местного земства: на трехлетие 1907—1909 гг. был избран гласным Верейского земского собрания от городской курии.
В 1910-х гг. входил в состав правлений нескольких мануфактурных акционерных предприятий. Был одним из директоров правления Общества Серпуховской бумагопрядильни, Товарищества Новосампсониевской мануфактуры, а также кандидатом в директора Товарищества Большой Кинешемской мануфактуры.
Незадолго до 1917 г. для постройки новых фабрик в Раменском Федотова пригласил промышленник Бардыгин. Весной 1917 г. он вернулся на Никольскую мануфактуру: был введен в состав директоров Правления Товарищества компании «Саввы Морозова сын и К°».

### Публицистическая деятельность
Одновременно с вступлением в кадетскую партию А. А. Федотов начал публиковаться в либерально-оппозиционной газете «Русские ведомости», близкой кадетам по духу. Свои статьи он подписывал псевдонимом «Инженер». К постоянному сотрудничеству с этим изданием Федотова как «признанного авторитета в одной из важнейших отраслей нашей промышленности», «одного из немногих в России знатоков… рабочего вопроса» привлек редактор «Русских ведомостей» экономист и публицист Г. Б. Иоллос.
О своей публицистической деятельности А. А. Федотов говорил: «Я был одним из первых, если не первым, кто в легальной прессе защищал необходимость и экономическую выгоду введения 8-часового рабочего дня. Я защищал необходимость поднятия заработка рабочих и необходимость ограничения тех прибылей, которые получала мануфактурная промышленность в то время». «Мое имя было известно, мой псевдоним „Инженер“ был известен, и мои статьи цитировались и в нашей прессе, и в заграничной».
В 1912 г. А. А. Федотов вступил в паевое товарищество, издававшее «Русские ведомости». Одновременно он вошел в редакционный комитет газеты. В юбилейном книжном сборнике «Русские ведомости. 1863—1913» среди биографий авторов и сотрудников газеты помещена и его краткая автобиография.
В 1917 г. после Февральской революции А. А. Федотов опубликовал брошюру «Рабочий вопрос в свободной России».

### На советской службе
Осенью 1918 г. по приглашению орехово-зуевских рабочих А. А. Федотов вошел в состав правления национализированных фабрик. Вскоре его избрали председателем объединенного правления бывших морозовских фабрик Орехово-Зуева.
Известны слова А. Федотова о периоде военного коммунизма:

Почему до НЭПа мы, специалисты, так плохо работали? Ведь не только потому, что нам плохо платили и смотрели на нас как на приспешников капитала, саботажников и тайных контрреволюционеров. Бывало, идешь на службу, а самого тошнит. На службе нужно было воду решетом таскать, делать то, что осмысленным быть не могло. Руки опускались от бессмысленных заданий, которые нам давались разными главками и центрами. От меня, например, требовалось произвести калькуляцию стоимости такого-то сорта текстиля для обмена его без денег на такой-то сорт других изделий. Я привык калькулировать стоимость в деньгах. Мне говорили, что так было при капитализме, а при социализме учет в денежных знаках нужно заменить «непосредственно-трудовым учетом». А что такое этот учет, как его производить, мое коммунистическое начальство не знало, а лишь повторяло без смысла слова, надерганные из каких-то книжек. Так было во всем. Можно ли было производительно работать в этих условиях? Все стало иным, когда установился НЭП. Мы тогда точно вышли из склепа, где не было воздуха, стали дышать и, засучив рукава, принялись за настоящую работу (из воспоминаний Н. В. Вольского).

В конце 1920 г. Федотову начал покровительствовать В. П. Ногин, взяв его на службу в Главное правление текстильных предприятий РСФСР (Главтекстиль), затем — во Всесоюзный текстильный синдикат.
В Текстильном синдикате Федотов был заведующим Технико-экономическим управлением. Редактировал книжные издания Синдиката (например, «Труды Совещания производственников в текстильной промышленности, Москва 2—4 июня 1924 г.»). Одновременно он являлся членом президиума Финансово-промышленного отдела Института экономических исследований при Наркомфине. Дважды его отправляли в служебные командировки в Лондон и Берлин.
Жил по адресу Гранатный переулок, дом 10, квартира 1.

### Научная и преподавательская деятельность
В дореволюционное время А. А. Федотов публиковался в различных технических журналах: «Вестник Политехнического общества», «Известия мануфактурной промышленности» и др. В советские годы его научные статьи технического и экономического содержания регулярно выходили в «Бюллетене Всесоюзного текстильного синдиката», в журналах «Известия текстильной промышленности», «Экономическая жизнь» и др. Только за первую половину 1920-х гг. он опубликовал около полутора сотен статей.
В 1927 г. А. Федотов перешел работать в только что созданный Центральный Научно-исследовательский институт текстильной промышленности (ЦНИТИ), был председателем коллегии института. Получил звание профессора, в 1928 г. — заслуженного деятеля науки и техники. Преподавал курс экономики текстильной промышленности в технических и экономических вузах (в Институте народного хозяйства имени Плеханова, Текстильном институте и др.). Выступал с докладами в Институте экономических исследований, в ВСНХ.

### Дело «Тактического центра» и Дело «Промпартии»
Зимой 1920 г. в числе других членов кадетской партии А. Федотов был арестован по делу «Тактического центра». В «Красной книге ВЧК» (1922 г.) говорится:

В конце 1918 года и в 1919 году, до ликвидации ЦК кадетов Особым отделом ВЧК, этот ЦК продолжает собираться и заседать в лице оставшихся в Москве его членов Д. Д. Протопопова, профессоров Велихова, Н. Н. Щепкина, А. Г. Хрущева, Н. М. Кишкина, А. А. Кизеветтера, Д. И. Шаховского, Сабашникова, Федотова (бывшего сотрудника «Русских ведомостей»), Комиссарова, сотр. Московского художественного театра, Топорковой (Губаревой) и ректора Московского университета Новикова.

Однако по утверждению самого А. А. Федотова, он отошел от кадетских дел, как только поступил на советскую службу, с осени 1918 г. Летом 1920 г., до судебного процесса, 19 арестованных по делу «Тактического центра» были освобождены, в их числе А. А. Федотов.
Весной 1930 г. он снова был арестован — по сфабрикованному делу Промпартии. В «Архипелаге ГУЛАГ», в главе, посвященной этому делу, А. И. Солженицын несколько раз упоминает А. А. Федотова, цитируя его высказывания и приводя факты его биографии.
На суде в конце 1930 г. его и еще четверых обвиняемых приговорили к казни. Расстрел был заменен 10 годами заключения.

### В заключении. Смерть
Долгое время среди историков считалось, что вскоре А. Федотов умер либо был расстрелян в 1937—1938 гг. Достоверные сведения исходят от его родственников, в частности, от общавшихся с племянницами Федотова клинцовских краеведов П. М. Храмченко и Р. И. Перекрестова. По этой информации, через несколько лет из-за нехватки в стране специалистов Федотова перевели в город Иваново, где он, оставаясь заключенным, работал по профессии. Около 1937 г. его амнистировали, но через некоторое время вновь арестовали. Он пробыл в заключении еще около года, работая по специальности на фабрике «Трехгорка» в Москве. В 1939 г. Федотова освободили, и через полгода он умер. Похоронен на Пятницком кладбище в Москве.

## Семья
- Брат Виктор Александрович Федотов (1866—1933), с 1903 по 1915 г. — Городской Голова посада Клинцы Суражского уезда Черниговской губернии, гласный клинцовской Думы. При нем в Клинцах было построено много общественных зданий в стиле модерн, посад превратился в благоустроенный город. После февраля 1917 г. вошел в состав клинцовского Временного Исполнительного комитета. С середины 1920-х гг. жил в Москве.

- Брат Николай Александрович Федотов (1870—1933), инженер-механик, основатель и владелец чугунолитейного и механического завода в Клинцах («Торговый дом Н. А. Федотов и Ко»); гласный клинцовской Думы с 1898 г. до революции 1917 г.; с 1901 г. заведующий первой в Клинцах библиотеки имени А. С. Пушкина. В советское время завод был известен как «Текмаш» имени М. И. Калинина, выпускал оборудование для текстильной промышленности; закрыт в 2000-х гг. С 1925 г. Н. А. Федотов работал в Москве инженером.

## Публикации
- А. А. Федотов. Последние усовершенствования в чесальных машинах: чесальные машины Ашворта. Доклад Обществу для содействия улучшению и развитию мануфактурной промышленности в заседании 20 дек. 1892 г. инж.-мех. А. А. Федотова. М.: тип. Е. Гербек, 1893. 45 с.: чертежи. (Известия Общества для содействия улучшению и развитию мануфактурной промышленности. Т. 2, с. 4).
- А. А. Федотов. Гребнечесальные машины Гейльмана в бумагопрядильном производстве. М.: Общество для содействия улучшению и развитию мануфактурной промышленности, 1895. 106 с.: ил., табл., чертежи.
- А. А. Федотов. Рабочий вопрос в свободной России. М.: «Народное право», 1917. 38 с.
- А. А. Федотов. Текстильная промышленность СССР: хлопок, лен, пенька, шерсть и шелк. М.—Л.: Центр. упр. печати ВСНХ СССР, 1926. 151 с.: илл.
- А. А. Федотов, Л. П. Дара. Брак в хлопчатобумажной промышленности. М.—Л.: «Промиздат», 1927. 79 с.: илл, чертежи.